# Jasur Alijonov
Jasur Alijonov (russisch: Алижонов Жасур Батыровыч, geboren am 12. Mai 1988) ist ein ehemaliger usbekischer Profiboxer, Kickboxer im Federgewicht und derzeit Mixed Martial Arts Trainer, der den UFC-Kämpfer Mahmud Muradov trainiert.

## Biografie
Alijonov wurde am 12. Mai 1988 in Taschkent, Usbekistan, geboren. Mit 12 Jahren begann er Kickboxen und Boxen zu trainieren. 2008 debütierte er im Profiboxen. Sein Profigewinn war am 5. Mai 2008  gegen Abdumanap Kuchkarov. Nach 8 Kämpfen musste er verletzungsbedingt aufgeben. Nach Beendigung seiner Profikarriere startete er eine professionelle MMA-Trainerkarriere. Direkt im Anschluss an seine aktive Karriere starter er neue Karriere beim Legion Fightclub und er trainierte dort unter anderem Mahmud Muradov (UFC Kämpfer),  und Temirov Ramazonbek.